# 清水重晴
清水 重晴（しみず しげはる、生没年不詳）は、江戸時代の浮世絵師。

## 来歴
歌川広重の門人。清水氏。清水重晴、暁風と号している。あるいは歌川重春と同一人物か。